# 鈴木信治
鈴木 信治（すずき しんじ、1896年7月21日 - 1981年6月20日）は、日本の経営者。

## 経歴・人物
福島県安達郡玉井村出身。1920年に東京高等商業学校を卒業し、同年に横浜正金銀行に入行。1960年2月に日本IBM社長に就任した。1962年10月には会長に就任。
1981年6月20日心筋梗塞のために死去。84歳没。